# تاریخ‌نگاری اتیوپی

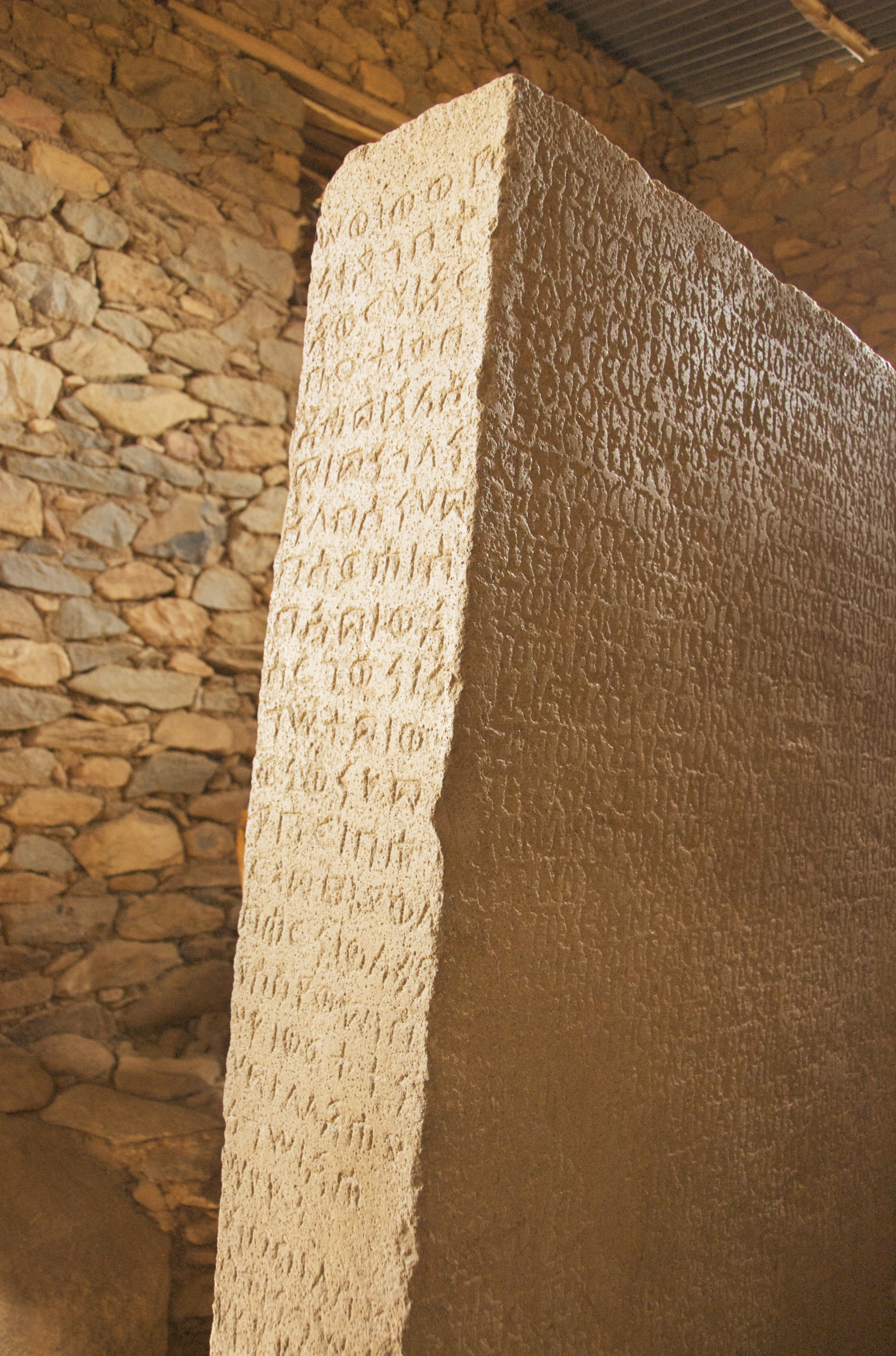
سنگ‌نوشته ایزانا، قرن چهارم پس از میلاد؛ حاوی کتیبه دوگانه گعزی و یونانی به سبک سبایی که پیروزی‌های پادشاه ایزانای آکسوم بر کوشی‌های مرواه (در سودان امروزی) بر آن حکاکی شده‌است.

تاریخ‌نگاری اتیوپی دربردارنده منابع بومی و بیگانه مشتمل بر منظومات باستان، سده‌های میانه، اوایل مدرنیته و مدرن نگارش تاریخ اتیوپی است. ریشه‌های نوشته‌های تاریخی اتیوپی را می‌توان در پادشاهی باستانی آکسوم (حدود ۹۴۰ – حدود ۱۰۰ سال پس از میلاد) جستجو کرد. این متون اولیه به خط اتیوپیایی گعز یا الفبای یونانی نوشته شده‌بودند و شامل انواع مدیوم‌ها مانند نسخه‌های خطی، کتیبه‌های سنگ‌نبشته بر روی لوح ستون‌های یادبود و ابلیسک‌هایی بودند که رویدادهای معاصر را مستندنگاری می‌کردند. نگاشتن تاریخ در اوایل دودمان سلیمان (۱۲۷۰–۱۹۷۴) به یک ژانر ثابت در ادبیات اتیوپی تبدیل شد. در این دوره، تاریخ‌های مکتوب معمولاً به شکل زندگی‌نامه‌های سلطنتی و رویدادنامه دودمانی بود که با ادبیات هاژیوگرافیک و تاریخ‌های جهانی، در قالب سالنامه تکمیل می‌شد. اساطیر مسیحی به‌دلیل آثاری مانند کبرا ناگاست ارتدکس، به محور تاریخ‌نگاری قرون وسطی اتیوپی تبدیل شدند. این امر عقاید تبارشناسی حاکمان دودمان سلیمانی اتیوپی را استحکام بخشید که ادعا می‌کردند از نوادگان سلیمان، پادشاه افسانه‌ای اسرائیل هستند.
ادبیات تاریخ‌نگاری اتیوپی به‌طور سنتی تحت سلطه الهیات مسیحی و گاه‌شماری کتاب مقدس بوده‌است. همچنین تأثیر قابل توجهی از عناصر مسلمان، بت‌پرست و خارجی از درون شاخ آفریقا و فراتر از آن وجود داشت. روابط دیپلماتیک با جهان مسیحیت در دوران روم و در زمان اولین پادشاه مسیحی اتیوپی، ایزانای آکسوم، در قرن چهارم پس از میلاد برقرار شد و در اواخر قرون وسطی با سفر و بازگشت سفارتخانه‌ها به اروپای قرون وسطی تجدید گشت. وقایع‌نگاران اروپای قرون وسطی با تکیه بر میراث نوشته‌های تاریخی یونان و روم باستان در مورد اتیوپی، تلاش‌هایی برای توصیف اتیوپی، مردم آن و ایمان مذهبی در ارتباط با اسطوره یوحنای کشیش انجام دادند که به‌عنوان متحدی بالقوه علیه قدرت‌های اسلامی شناخته می‌شد. تاریخ اتیوپی و مردمان آن در آثار تاریخ‌نگاری اسلامی قرون وسطی، دانشنامه‌های چینی، ادبیات سفر و تاریخ‌های رسمی نیز نامبرده شده‌است. 
در طول قرن شانزدهم و شروع دوره مدرنیته اولیه، اتحادهای نظامی با امپراتوری پرتغال ایجاد شد، مبلغان کاتولیک یسوعی نیز وارد گشته و جنگ طولانی با دشمنان اسلامی از جمله سلطنت عدل، امپراتوری عثمانی و مردم چندخداپرست اورومو، امنیت امپراتوری اتیوپی را به خطر انداخت. این اتصالات و درگیری‌ها الهام‌بخش آثار قوم‌نگاری توسط نویسندگانی مانند باهری بودند که در عرف تاریخ‌نگاری موجود نهادینه شده و دیدگاه بسیطی را در وقایع‌نامه‌های تاریخی برای جایگاه اتیوپی در جهان تشجیع می‌کردند. هیئت‌های یسوعی پدرو پائز (۱۵۶۴–۱۶۲۲) و مانوئل دی آلمیدا (۱۵۸۰–۱۶۴۶) نیز تاریخ اتیوپی را نگاشتند، اما در میان کشیشان یسوعی هند پرتغالی به‌صورت دست‌نویس باقی ماند و تا دوران مدرن در غرب منتشر نشد.
تاریخ‌نگاری نوین اتیوپی به‌صورت محلی توسط بومیان اتیوپیایی و همچنین مورخان خارجی مانند هیوب لودولف توسعه یافت. اواخر قرن نوزدهم و اوایل قرن بیستم شاهد دوره‌ای بود که روش‌های تاریخ‌نگاری غربی با شیوه‌های سنت‌گرایانه معرفی و ترکیب شدند و توسط آثاری مانند آثار هیرای ولدی سلاسی (۱۸۷۸–۱۹۳۸) تجسم یافتند. این ترتیب از آن زمان رویکردهای جدیدی را در مطالعه گذشته کشور توسعه داده و برخی دیدگاه‌های سنتی سامی را که گاهی به اندازه پیوندهای سنتی اتیوپی با خاورمیانه رایج بوده‌اند، مورد انتقاد قرار داده‌است. تاریخ‌نگاری مارکسیستی و مطالعات آفریقایی نیز نقش مهمی در توسعه این زمینه داشته‌اند. از قرن بیستم، مورخان توجه بیشتری به مسائل طبقه، جنسیت و قومیت نشان داده‌اند. رسومات مربوط به دیگر جمعیت‌های آفروآسیایی نیز اهمیت بیشتری یافته‌اند و تحلیل‌های ادبی، زبان‌شناختی و باستان‌شناسی درک نقش آن‌ها را در جامعه تاریخی اتیوپی تغییر شکل می‌دهد. تاریخ‌نگاری قرن بیستم عمدتاً بر بحران حبشه در ۱۹۳۵ و جنگ دوم ایتالیا و اتیوپی متمرکز بود، از سویی دیگر پیروزی اتیوپیایی‌ها بر پادشاهی ایتالیا طی نبرد آدوا در ۱۸۹۶ نقش عمده‌ای در ادبیات تاریخ‌نگاری این دو کشور پس از جنگ اول ایتالیا و اتیوپی ایفا کرد.

## خاستگاه باستانی

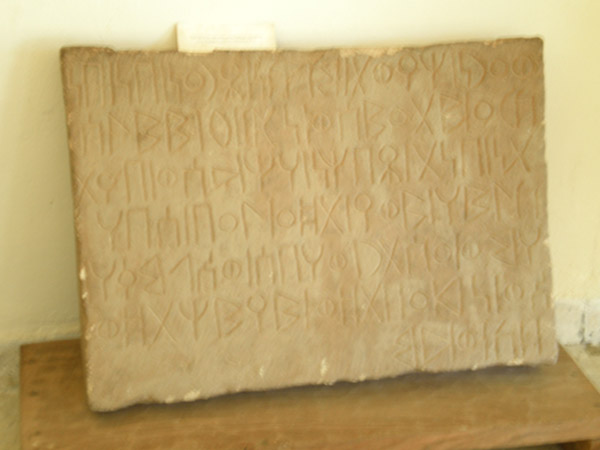
یک نسخه سنگ‌نبشته در بوستروفیدن عربستان جنوبی باستان؛ مربوط به دوره پیش از تأسیس پادشاهی آکسوم (حدود ۱۰۰ سال پس از میلاد)؛ یافت‌شده در نزدیکی آکسوم، اتیوپی.

نگاشتن و دست‌خط در قرن پنجم پیش از میلاد به‌وسیله خط باستانی عربستان جنوبی به اتیوپی وارد شد. خط سامی جنوبی به‌عنوان پایه و اساسی برای ایجاد خط گعز اتیوپی عمل کرد که قدیمی‌ترین شواهد آن در ماتارا، اریتره یافت شد و به قرن دوم پس از میلاد برمی‌گردد. با این حال، در قرن اول پس از میلاد، رهنامه دریای اریتره رومی اثبات می‌کند که حاکم محلی آدولیس می‌توانست به یونانی صحبت کند و بنویسد. این استقبال از هلنی‌سازی را می‌توان در ضرب سکه‌های واحد پول آکسوم نیز یافت که در آن افسانه‌ها درست مانند ضرب سکه‌های یونان باستان، معمولاً به زبان یونانی نوشته می‌شدند.

### سنگ‌نبشته‌شناسی
ریشه‌های رسوم تاریخ‌نگاری در اتیوپی به دوره آکسوم (حدود ۱۰۰ – حدود ۹۴۰ سال پس از میلاد) بازمی‌گردد و در متون سنگ‌نبشته‌ای یافت می‌شود که پادشاهان برای بازگویی اعمال سلطنت و خاندان سلطنتی خود دستور به نگارش آن‌ها داده‌اند. آن‌ها به سبک خودزیستنامه‌ای و به خط بومی گعز، الفبای یونانی یا هر دوی آن بر روی سنگ‌نماها، تخت‌ها و ابلیسک‌ها نوشته شده‌اند و در گستره جغرافیایی وسیعی که شامل سودان، اریتره و اتیوپی است، نگهداری می‌شوند. این اسناد در یادبود فرمانروای معاصر یا نجیب‌زادگان و اعضای نخبه جامعه، رویدادهای تاریخی مختلفی مانند لشکرکشی نظامی، مأموریت‌های دیپلماتیک و اقدامات بشردوستانه را ثبت می‌کنند. به‌عنوان مثال، سنگ‌نبشته‌ای که در قرن چهارم توسط ایزانای آکسوم ساخته شده‌است، دستاوردهای او در نبرد و گسترش قلمرو در شاخ آفریقا را به یادگار می‌گذارد، در حالی‌که بنای یادبود آدولیت که بر روی تختی در آدولیس، اریتره حک شده‌است، توضیحاتی از فتوحات کالب آکسوم در طول قرن ششم و در منطقه دریای سرخ و بخش‌هایی از جمله شبه‌جزیره عربستان را نشان می‌دهد. بدیهی است که چنین متونی بر سنگ‌نبشته فرمانروایان بعدی آکسومی که هنوز سرزمین‌های عربی از دست‌رفته خود را بخشی از قلمرو خود می‌دانستند، تأثیر گذاشته‌است.

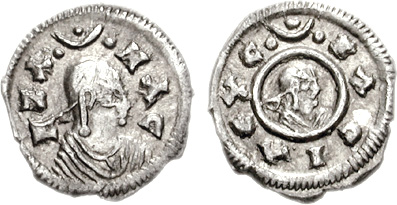
یک سکه نقره ایزانا، پادشاه آکسوم؛ اواسط قرن چهارم پس از میلاد.

تاریخ کهن مسیحی تیرانیوس روفینوس، تفسیر لاتین و اتساع اثر یوسبیوس در حدود سال ۴۰۲ در تاریخ‌نگاری رومی، گزارشی از تغییر مذهب مسیحیان اتیوپی (باعنوان «در آن سو» شناخته‌می‌شود) توسط مبلغ فرومنتیوس اهل تیر ارائه می‌دهد. مفاد آن توضیح می‌دهد که فرومنتیوس به‌منظور تکمیل این وظیفه توسط آتاناسیوس اسکندریه (۲۹۸–۳۷۳) به مقام اسقفی منصوب شد که به احتمال زیاد پس از ۳۴۶ در سومین دوره تصدی به‌عنوان اسقف اسکندریه بوده‌است. این مأموریت مطمئناً پیش از ۳۵۷ انجام شد، زمانی‌که آتاناسیوس خلع و ژرژ کاپادوکیه جایگزین آن گشت و مجبور به فرار شد و در طی نامه‌ای پوزش‌خواهانه به کنستانتیوس دوم (ح. ۳۳۷–۳۶۱) امپراتور روم نوشت که نامه امپراتوری روم به دربار سلطنتی آکسوم، به‌طور تصادفی محفوظ ماند. کنستانتیوس دوم در این نامه به دو «ستمگر» اتیوپی، آیزاناس و سازاناس خطاب می‌کند که بی‌تردید ایزانا و برادرش سایازانا یا سازانان، یک فرمانده نظامی هستند. همچنین در این نامه اشاره‌شده که فرمانروای آکسوم پیش‌تر یک پادشاه مسیحی بوده‌است. از سنگ‌نبشته‌های اولیه دوران سلطنت ایزانا مشخص است که او زمانی چندخداپرست بوده‌است، چراکه مجسمه‌های برنزی، نقره‌ای و طلایی آرس، خدای جنگ یونان را بنا کرده‌بود. اما سنگ‌نبشته‌های دوگانه یونانی و گعزی به سبک سبایی بر روی سنگ ایزانا که به یاد فتوحات ایزانا بر پادشاهی کوش (واقع در نوبه، به عبارت دیگر سودان امروزی) نگاشته‌شد، به گرویدن او به مسیحیت اشاره می‌کند.
کوسماس انديكوبليوتس راهب اهل روم شرقی در قرن ششم و بازرگان سابق که توپوگرافی مسیحی (که در آن شرح می‌دهد که تجارت اقیانوس هند تا چین پیش می‌رود) را نوشت، از شهر بندری آدولیس، آکسوم بازدید کرد و گزارش‌های شاهدان عینی را در کتاب خود برشمرد. او به رونوشت یک سنگ‌نبشته یونانی پرداخت که جزئیات سلطنت یک فرمانروای چندخداپرست آکسوم در اوایل قرن سوم را نشان می‌داد و در آن فرمانروا یک ناوگان دریایی را از طریق دریای سرخ برای تسخیر سبایی‌ها در منطقه یمن کنونی همراه با سایر بخش‌های غرب عربستان فرستاده‌بود. متون باستانی سبایی‌های یمن تأیید می‌کند که این فرمانروای آکسوم گادارا بود که با پادشاهان سبایی متحد شد و کنترل غرب یمن را تا زمان بیرون شدن از جنوب غربی عربستان توسط فرمانروای حمیر، شمر یهرعش (ح. حدود ۲۶۵ – حدود ۲۸۷) به‌دست داشت. تنها از روی سنگ‌نبشته‌های سبایی و حمیری است که نام چندین پادشاه و شاهزاده آکسوم پس از گادارا، از جمله پادشاهان آزابا و داتاواس را می‌دانیم. سنگ‌نبشته‌های پادشاه ایزانا از تخت‌های سنگی حکاکی‌شده در نزدیکی کنیسه بانو مریم صهیون در آکسوم (سکوهایی که هنوز وجود دارند) یاد می‌کنند، همین‌طور کوسماس نیز یک سنگ یادبود و تخت مرمر سفید را در آدولیس تشریح کرد که هر دو با سگ‌نبشته‌های یونانی پوشیده شده‌بودند.

### نسخه‌های خطی
گذشته از سنگ‌نبشته، تاریخ‌نگاری آکسوم شامل آیین متن دست‌نویس نیز می‌شود. برخی از کهن‌ترین نسخه‌های خطی تذهیب‌شده اتیوپی شامل ترجمه‌هایی از انجیل به زبان گعز هستند، مانند انجیل‌های گاریما که بین قرن‌های چهارم و هفتم به تقلید از سبک هنر دست‌نویس بیزانسی نوشته شده‌اند. مجموعه آکسوم حاوی نسخه کهن گعز است که گاه‌شماری را برای مناطق اسقف‌نشین و مقرهای اسقفی کلیسای ارتدکس قبطی اسکندریه در مصر روم ارائه می‌کند و بین قرن‌های پنجم و هفتم جمع‌آوری شده‌است. این متون نشان می‌دهد که چگونه آکسومی‌ها از دریچه باریک گاه‌شمار مسیحی به تاریخ می‌نگریستند، اما تاریخ‌نگاری اولیه آن‌ها احتمالاً تحت تأثیر آثار غیرمسیحی، مانند آثار پادشاهی کوش، سلسله بطلمیوسی مصر هلنیستی و یهودیان یمنی پادشاهی حمیر نیز بوده‌است.

### واژه‌نامه
1. ↑  Ethiopian historiography
2. ↑  Kebra Nagast; ክብረ ነገሥት
3. ↑  Bahrey; ባሕርይ
4. ↑  Manuel de Almeida
5. ↑  Hiob Ludolf
6. ↑  Heruy Wolde Selassie; ብላቴን ጌታ ኅሩይ ወልደ ሥላሴ
7. ↑  Monumentum Adulitanum
8. ↑  Kaleb of Axum; ንጉሥ ካሌብ ጻድቅ; Ἅγιος Ἐλεσβαᾶς
9. ↑  George of Cappadocia; Γεώργιος ό Καππάδοκης
10. ↑  Cosmas Indicopleustes
11. ↑  ʽDBH; ʽAzaba; ʽAdhebah; عزيبا
12. ↑  DTWNS; Datawnas

### ارجاع‌ها
1. ↑  Robin, The Oxford Handbook of Late Antiquity, 276.
2. ↑  Kaplan، Ethiopia: History, Culture and Challenges، 111.
3. ↑  Brooks، A Modern Translation of Kebra Nagast، xx.
4. ↑  Kaudern، Etnologiska Studier، 157.
5. ↑  Pankhurst، The Ethiopian Borderlands، 279.
6. ↑  Østebø، Localising Salafism، 61.
7. ↑  Anfray, Ancient Civilizations of Africa, 375.
8. ↑  Anfray, Ancient Civilizations of Africa, 375.
9. ↑  Robin, The Oxford Handbook of Late Antiquity, 273.
10. ↑  Robin, The Oxford Handbook of Late Antiquity, 273.
11. ↑  De Lorenzi, Guardians of the Tradition, 14–15.
12. ↑  De Lorenzi, Guardians of the Tradition, 15.
13. ↑  De Lorenzi, Guardians of the Tradition, 16.
14. ↑  Robin, The Oxford Handbook of Late Antiquity, 273–274.
15. ↑  Robin, The Oxford Handbook of Late Antiquity, 274–275.
16. ↑  Robin, The Oxford Handbook of Late Antiquity, 275.
17. ↑  Robin, The Oxford Handbook of Late Antiquity, 275–276.
18. ↑  Robin, The Oxford Handbook of Late Antiquity, 275.
19. ↑  Robin, The Oxford Handbook of Late Antiquity, 276.
20. ↑  Anfray, Ancient Civilizations of Africa, 375.
21. ↑  Robin, The Oxford Handbook of Late Antiquity, 276.
22. ↑  Yule, Cathay and the Way Thither, 25, 28.
23. ↑  Anfray, Ancient Civilizations of Africa, 372.
24. ↑  Anfray, Ancient Civilizations of Africa, 372.
25. ↑  Robin, The Oxford Handbook of Late Antiquity, 277.
26. ↑  Robin, The Oxford Handbook of Late Antiquity, 277–278.
27. ↑  Robin, The Oxford Handbook of Late Antiquity, 278.
28. ↑  Anfray, Ancient Civilizations of Africa, 372.
29. ↑  De Lorenzi, Guardians of the Tradition, 15–16.
30. ↑  Anfray, Ancient Civilizations of Africa, 376.
31. ↑  De Lorenzi, Guardians of the Tradition, 15–16.
32. ↑  De Lorenzi, Guardians of the Tradition, 16.